# ニコライ・ニコラエフ (1997年生のサッカー選手)
ニコライ・ステファノフ・ニコラエフ（Nikolay Stefanov Nikolaev (ブルガリア語: Николай Николаев、1997年3月19日 - ）は、ブルガリア・ソフィア出身のプロサッカー選手。ロコモティフ・プロヴディフ所属。ポジションは、ディフェンダー（ライトバック）、ミッドフィールダー（ウイング）。

## タイトル

### クラブ
ロコモティフ・プロヴディフ
- ブルガリア・カップ: 2019–20
- ブルガリア・スーパーカップ: 2020